# María José Toro Nozal
María José Toro Nozal (Santa Cristina de la Polvorosa,  Zamora, 28 de abril de 1957) científica española, catedrática de  Bioquímica en la Universidad de Alcalá. Su carrera científica se ha desarrollado en la especialidades de bioquímica y biología molecular.

## Biografía
María José Toro Nozal nació en una familia de agricultores de un pueblo de Zamora y sus padres con el fin de facilitar los estudios a su hija, se trasladaron a vivir a Madrid. Está divorciada y tiene un hijo y una hija
Cursó sus estudios de bachillerato en el Instituto público Ortega y Gasset en Madrid (1968-1974). Realizó su licenciatura en Químicas en la Universidad Complutense de Madrid (1974-1979), en la rama de la bioquímica. Su investigación predoctoral la realizó en el departamento de Investigación del Hospital Ramón y Cajal de Madrid, bajo la dirección del profesor Eladio Montoya Melgar centrando la investigación en: los "Efectos de la administración aguda de TDH y Somatostatina sobre la distribución subcelular de calmodulina y de actividades dependientes de calmodulina en Adenohipòfisi de rata". Se doctoró, en 1984, en la Universidad de Valladolid con sobresaliente cum laude.
Además del ámbito puramente académico y en la investigación, ha participado en el ejercido de diferentes cargos en la administración universitaria y del Estado.

## Trayectoria

### Académica
María José Toro Nozal ha trabajado como profesora en: la Universidad de Valladolid, la Universidad de Cádiz y la Universidad de Alcalá (UAH) 
En las Universidades de Valladolid y Cádiz trabajó en el establecimiento de las especialidades de Bioquímica y Biología Molecular en las Facultades de Ciencias. 
Después de los proyectos al Baylor College of Medicine, Houston, Texas, se incorporó a la Universidad de Alcalá (UAH) con un Contrato de Reincorporación a España (actual programa Ramón y Cajal). En 1989 obtuvo la plaza de Profesora Titular en el área de Bioquímica y Biología Molecular en la UAH  donde ha impartido docencia en las licenciaturas de farmacia, medicina, química, biología, etc.
Es coordinadora del Máster “Dianas Terapéuticas en Señalización celular: Investigación y Desarrollo” de la UAH.
Ha dirigido tesis doctorales, trabajos fin de Grado y Máster y publicado artículos de investigación en revistas científicas.

### Investigadora
Su  investigaciones se centran en "conocer los mecanismos de comunicación celular mediados por proteínas G y otras proteínas implicadas en las vías de señalización, principalmente quinasas y fosfatasas que participan en procesos de carcinogénesis", 
Estudió el mecanismo de acción de hormonas hipotalámicas e hipofisarias y de cómo los cambios en el contenido de colesterol celular modulaban las vías de transducción de señales que mediaban la secreción y el crecimiento.
De 1984 hasta 1986 realizó una estancia en Baylor College of Medicine (Houston, Texas), en el departamento de biología molecular, realizando dos proyectos, uno de ellos sobre el papel de la actividad adenilil ciclasa en recién nacidos diagnosticados de fibrosis quística y otro sobre la importancia de los complejos βץ en las señales mediadas por las proteínas G y sus receptores acoplados. 
Su carrera científica se ha completado con varias estancias en el Baylor College of Medicine, (Houston, TX USA) en 1994; en UCLA, Department of Biological Chemistry (Los Ángeles, California, USA) en 2001 y en los NIEHS (NIH, DHHS), Research Triangle Park (Carolina del Norte , USA) en 2005   

### Cooperación al Desarrollo
En diferentes periodos de su trayectoria académica ha participado en proyectos de Cooperación al Desarrollo en América Latina.
En 1991 llevó a cabo un proyecto de la Unión Europea para ayuda a países en vías de desarrollo de América Latina, del que fue coordinadora (Proyecto Alamed: América Latina-Mediterráneo), para montar la unidad de cultivos de células animales en la Facultad de Ciencias Biológicas de la Universidad de Concepción, Chile
Ha colaborado con la Universidad Nacional Autónoma de Nicaragua (León, Nicaragua), desarrollando su actividad investigadora, académica y organizativa en los siguientes campos:
- Desarrollo de un Posgrado para fortalecimiento del área de Bioquímica y de sus profesores en las facultades de Medicina y Ciencias.

- Montaje de un laboratorio de Análisis Clínicos en la Facultad de Medicina, programa Salud, para dar servicio a la población más desfavorecida del occidente del país.[9]
- Control de calidad del laboratorio de análisis clínicos y seguimiento de los casos de hipotiroidismo congénito.
- Instauración del escrutinio para la detección del hipotiroidismo congénito, mediante la prueba de talón y prevenir la discapacidad en recién nacidos por falta de hormonas tiroideas
- Coordinadora académica de la Maestría en Bioquímica Básica y Clínica, en colaboración con la Universidad del Nordeste, Corrientes, Argentina.

### Otros cargos
María José Toro Nozal ha tenido responsabilidades como:
- Vicerrectora de Relaciones Internacionales y Extensión Universitaria de la Universidad de Alcalá (2006-2007).[10]
- Vicepresidenta de la Fundación General de la Universidad de Alcalá  (FGUA)

- Asesora en el montaje, organización y bioseguridad de laboratorios de investigación del CNIO (en el Instituto de Salud de Carlos III),

- Directora del Servicio Central de Apoyo  de la Investigación  (SCAI en castellano), de la Universidad de Málaga;
- Fue representante España y de la Unión Europea en el comité del CODEX Alimentario y del INC-Ministerio de Sanidad en la Junta directiva de la Asociación Española de Normalización y Certificación (2004-2006).[11]

- Directora del Centro de Investigación y Control de la Calidad, (CICC). Instituto Nacional de Consumo. Ministerio de Sanidad y Consumo (2004-2006).

- Desde 2015 es una de los diez miembros de la Sección de Consumo del Comité Científico de la Agencia Española de Consumo, Seguridad Alimentaria y Nutrición.[12]
- Miembro de la Comisión Técnica y miembro del Comité de contacto para la Seguridad General de los Productos del Ministerio de Sanidad y Consumo (2004-2006)
- Directora del Centro de apoyo a la investigación, "Unidad de cultivo de células animales". Universidad de Alcalá (1990-2000)